# العلاقات البريطانية السلوفاكية
العلاقات البريطانية السلوفاكية هي العلاقات الثنائية التي تجمع بين المملكة المتحدة وسلوفاكيا.

## مقارنة بين البلدين
هذه مقارنة عامة ومرجعية للدولتين:
| وجه المقارنة                                              | المملكة المتحدة                 | سلوفاكيا                                                       |
| --------------------------------------------------------- | ------------------------------- | -------------------------------------------------------------- |
| المساحة (كم2)                                             | 242.50 ألف                      | 49.03 ألف                                                      |
| عدد السكان (نسمة)                                         | 66.02 مليون                     | 5.44 مليون                                                     |
| الكثافة السكانية (ن./كم²)                                 | 272.25                          | 110.95                                                         |
| العاصمة                                                   | لندن                            | براتيسلافا                                                     |
| اللغة الرسمية                                             | لغة إنجليزية، اللغة الويلزية    | اللغة السلوفاكية                                               |
| العملة                                                    | جنيه إسترليني                   | كرونة سلوفاكية، يورو                                           |
| الناتج المحلي الإجمالي (بليون دولار)                      | 2.62 تريليون                    | 95.77 مليار                                                    |
| الناتج المحلي الإجمالي (تعادل القوة الشرائية) بليون دولار | 2.72 تريليون                    | 162.34 مليار                                                   |
| الناتج المحلي الإجمالي الاسمي للفرد دولار أمريكي          | 43.88 ألف                       | 16.09 ألف                                                      |
| الناتج المحلي الإجمالي للفرد دولار أمريكي                 | 40.23 ألف                       | 30.46 ألف                                                      |
| مؤشر التنمية البشرية                                      | 0.907                           | 0.844                                                          |
| رمز المكالمات الدولي                                      | +44                             | +421                                                           |
| رمز الإنترنت                                              | .uk، .gb                        | .sk                                                            |
| المنطقة الزمنية                                           | توقيت غرينيتش، توقيت غرب أوروبا | توقيت وسط أوروبا، ت ع م+01:00، ت ع م+02:00، أوروبا/براتيسلافا ‏ |

## مدن متوأمة
في ما يلي قائمة باتفاقيات التوأمة بين مدن بريطانية وسلوفاكية:
- ترتبط Sherborne [الإنجليزية]‏ مع زفولن باتفاقية توأمة.
- ترتبط Corby [الإنجليزية]‏ مع جيلينا باتفاقية توأمة.

## منظمات دولية مشتركة
يشترك البلدان في عضوية مجموعة من المنظمات الدولية، منها:
| علم المنظمة | اسم المنظمة                               | تاريخ انضمام المملكة المتحدة | تاريخ انضمام سلوفاكيا |
| ----------- | ----------------------------------------- | ---------------------------- | --------------------- |
|             | الاتحاد الأوروبي                          | 1973                         | 1 مايو 2004           |
|             | وكالة ضمان الاستثمار متعدد الأطراف        | 12 أبريل 1988                | 1993                  |
|             | منظمة التعاون الاقتصادي والتنمية          | 2 مايو 1961                  | ?                     |
|             | الأمم المتحدة                             | 24 أكتوبر 1945               | 19 يناير 1993         |
|             | الوكالة الدولية للطاقة                    | ?                            | ?                     |
|             | الفريق المعني برصد الأرض                  | ?                            | ?                     |
|             | مركز تنسيق الحركة في أوروبا ‏              | ?                            | ?                     |
|             | منظمة حظر الأسلحة الكيميائية              | ?                            | ?                     |
|             | منظمة التجارة العالمية                    | 1995                         | ?                     |
|             | منظمة الشرطة الجنائية الدولية             | ?                            | ?                     |
|             | منظمة الأمن والتعاون في أوروبا            | 25 يونيو 1973                | 1993                  |
|             | مؤسسة التنمية الدولية                     | 24 سبتمبر 1960               | 1993                  |
|             | حلف شمال الأطلسي                          | 4 أبريل 1949                 | 29 مارس 2004          |
|             | يونسكو                                    | 4 نوفمبر 1946                | 9 فبراير 1993         |
|             | الاتحاد البريدي العالمي                   | ?                            | ?                     |
|             | البنك الدولي للإنشاء والتعمير             | 27 ديسمبر 1945               | 1993                  |
|             | اتفاقية السماوات المفتوحة                 | ?                            | ?                     |
|             | الاتحاد الدولي للاتصالات                  | 24 فبراير 1871               | 23 فبراير 1993        |
|             | مؤسسة التمويل الدولية                     | 20 يوليو 1956                | 1993                  |
|             | المنظمة الأوروبية لسلامة الملاحة الجوية   | 1960                         | 1997                  |
|             | المركز الدولي لتسوية المنازعات الاستشارية | 18 يناير 1967                | 26 يونيو 1994         |
|             | مجموعة أستراليا                           | 1985                         | 1994                  |
|             | مجموعة الموردين النوويين                  | ?                            | ?                     |

## وصلات خارجية
- موقع وزارة الخارجية البريطانية
- موقع وزارة الخارجية السلوفاكية